# Retour à la bien-aimée
Retour à la bien-aimée (en castellano, «Volver a la amada») es una película francesa de 1979 dirigida por Jean-François Adam, quien también actúa en la misma. Su guion está a cargo de Jean-François Adam, Jean-Claude Carrière, Benoît Jacquot y Georges Perec, y consta de un elenco de reconocidos actores franceses.

## Premios
| Año  | Evento        | Premio o Categoría | Responsable   | Resultado |
| ---- | ------------- | ------------------ | ------------- | --------- |
| 1980 | Premios César | Mejor Sonido       | Pierre Lenoir | Nominada  |